# 艾迪巴·赫捷臣
艾迪巴·赫捷臣（英語：Atiba Hutchinson；/əˈtʰibə ˈhʌt͡ʃʰɪnsən/；1983年2月8日—），加拿大足球運動員，司職中場。

## 球會生涯
出生在安大略省的小鎮布蘭普頓，雙親皆為千里達僑民，赫捷臣在2002年賽季開始他的職業生涯，他先短暫性加盟加拿大職業聯賽球隊約克區射手，後在7月26日季中加盟加拿大職業足球聯賽球隊多倫多山貓，並在球季最後四場比賽中上陣。

### 瑞典
2003年1月，他與瑞典足球超級聯賽升班馬奧斯達簽署了達成協議加盟該隊。赫捷臣在2003年賽季取得六球進帳。隨著球隊在該季護級失敗，赫捷臣被放生，2004年1月，他加盟 希爾星堡 。
他在首季的表現不為人滿意。然而，在2005年賽季，他一直是球隊的最佳球員，以防守中場身份攻入6球。

### 丹麥
赫捷臣其後轉到丹麥球隊哥本哈根，在那裡的上半年，他和瑞典國腳連達羅夫一起在中場合作，其後被用作為中場和前鋒之間。領隊索爾巴肯在接受一本足球雜誌採訪時說，他看見赫捷臣是進攻人才，亦是一個令人印象深刻的中場核心，他說，他將使用他在邊鋒位置上，他亦曾與英超球會有聯繫。

### 荷蘭
2010年4月22日，赫捷臣與PSV燕豪芬簽署了三年合約。

## 國際賽生涯
赫捷臣曾在2001年和2003年國際足聯世界青年錦標賽亮相。
他的首頂國家隊cap帽是在2003年1月的友誼賽對美國時取得，2009年12月，他已取得47個上陣場數，並攻入三球。他亦曾代表加拿大在2012年世界杯外圍賽上陣，亦曾出戰在2003年，2005年，2007年及2009年美洲金盃。
2007年6月21日，他在美洲金盃四強對取得扳平一球。但被判作越位。

### 位置
赫捷臣可以擔任中場的所有位置及影子前鋒。

### 背景
2007年2 月，他被CanadaSoccer.com Fan選為冠軍。在網上球迷得票量比任何一人為多。但最後，它是不夠為他贏得“年度最佳球員”獎。

## 榮譽

### 個人
- 加拿大足總球迷最喜愛球員: 2006
- 加拿大年度最佳國腳: 2006

### 球隊
哥本哈根
- 丹麥聯賽: 2005-06, 2006-07, 2008-09
- 丹麥盃: 2008-09
- 皇家聯賽: 2005-06

## 連結
- （丹麦文） F.C. København profile
- Player profile - CanadaSoccer
- Career stats （页面存档备份，存于） - National Football Teams